# Conservative Christian Fellowship
Die Conservative Christian Fellowship (CCF) ist eine christliche Organisation in Westminster (Großbritannien). Die 1990 gegründete Organisation unterstützt christliche Mitglieder der Conservative Party.

## Ziele und Organisation
Zu ihren Zielen gehören u. a.:
- die christliche Welt und die Konservativen zu verbinden
- Christen dazu inspirieren, am öffentlichen Leben teilzunehmen

Die Gemeinschaft organisiert eine Vielzahl an Events und Treffen für die Partei und ihre Unterstützer, z. B. das monatliche Prayers for the Nation („Gebete für die Nation“) im Parlament, aber auch viele kleine, lokale Treffen. Die CCF ist darüber hinaus ein aktiver Teilnehmer der parteiübergreifenden Organisation „Christians in Politics“.
Die Finanzierung erfolgt von seinen Mitgliedern und Unterstützern. Zu den ehemaligen Funktionären der Gemeinschaft gehören u. a. Tim Montgomerie, Paul Woolley und Elizabeth Berridge.